# Klevekampen
Klevekampen är ett berg i Antarktis. Det ligger i Östantarktis. Norge gör anspråk på området. Toppen på Klevekampen är 2 780 meter över havet.
Terrängen runt Klevekampen är varierad. Trakten är obefolkad. Det finns inga samhällen i närheten. 